# Wolff Heintschel von Heinegg
Wolff Heintschel von Heinegg (ur. 12 lutego 1957) – niemiecki profesor prawa, wykładowca.
Specjalista prawa międzynarodowego publicznego, w szczególności prawa morza. Autor kilkudziesięciu publikacji z zakresu prawa międzynarodowego.
W 1977–1983 studiował nauki prawne na Uniwersytecie Ruhry w Bochum. 19 lutego 1983 zdał 1. prawniczy egzamin państwowy (1. Juristische Staatsprüfung), natomiast 25 listopada 1986 – 2. prawniczy egzamin państwowy (2. Juristische Staatsprüfung) będący odpowiednikiem polskiego egzaminu kończącego aplikację.
22 lipca 1988 uzyskał promocję na doktora nauk prawnych za pracę pt. Der Ägäis-Konflikt – Die Abgrenzung des Festlandsockels zwischen Griechenland und der Türkei und das Problem der Inseln im Seevölkerrecht, a 24 stycznia 1995 habilitację za rozprawę Seekriegsrecht und Neutralität im Seekrieg.
Wykładowca Uniwersytetu w Trewirze, a następnie Uniwersytetu w Augsburgu. Wykładowca Wydziału Prawa Uniwersytetu Europejskiego Viadrina we Frankfurcie nad Odrą.

## Niektóre publikacje
- Der Ägäis-Konflikt – Die Abgrenzung des Festlandsockels zwischen Griechenland und der Türkei und das Problem der Inseln im Seevölkerrecht(Duncker & Humblot, Berlin, 1989)
- Seekriegsrecht und Neutralität im Seekrieg (Duncker & Humblot, Berlin, 1995)
- Energierecht I – Recht der Energieanlagen (W. de Gruyter, Berlin 1999) – zusammen mit U. Büdenbender und P. Rosin
- Hrsg. mit V. Epping und H. Fischer: Brücken bauen und begehen – Festschrift für Knut Ipsen zum 65. Geburtstag (C.H. Beck, München, 2000)